# John Millington
John Millington (Londres, 11 de maio de 1779 – Richmond, Virgínia, 10 de julho de 1868) foi um engenheiro inglês que tornou-se professor nos Estados Unidos.
Foi advogado licenciado na Inglaterra antes de começar a carreira de engenharia. Foi professor de mecânica da Royal Institution de 1817 a 1829. Em 1825 apresentou a primeira Royal Institution Christmas Lectures em Londres. Em 1827 foi nomeado Professor de Engenharia e Aplicação da Filosofia Mecânica para as Artes na nova Universidade de Londres (atual University College London). Foi neste cargo o primeiro professor de engenharia na Inglaterra. Trabalhou então como engenheiro com a Anglo-Mexican Mining Association em 1829.
Millington foi Professor de Química e Filosofia Natural do College of William and Mary de 1836 a 1848, Professor de Química e Ciência Natural da Universidade do Mississippi. Obteve um doutorado em medicina e foi professor do Memphis Medical College.